# Ченгер
Ченгер (угор. Csenger) — місто в медье Саболч-Сатмар-Береґ в Угорщині.

## Населення
Місто займає площу 36,16 км², на якій проживає 4785 жителів (на 2010 рік). За даними 2001 року, серед жителів міста 96 % — угорці, 4 % — цигани.

## Розташування
Місто розташоване біля угорсько-румунського кордону приблизно за 73 км на схід від міста Ньїредьгаза. У місті Ченгер є залізнична станція. Поруч протікає річка Сомеш.
У місті є нова греко-католицька і стара протестантська церква.
| Угорщина | Це незавершена стаття з географії Угорщини. Ви можете допомогти проєкту, виправивши або дописавши її. |